# Aziza Chambers
Aziza Chambers (6 de marzo de 1989) es una deportista estadounidense que compitie en taekwondo. Ganó dos medallas de bronce en el Campeonato Panamericano de Taekwondo en los años 2008 y 2018.

## Palmarés internacional
| Campeonato Panamericano | Campeonato Panamericano  | Campeonato Panamericano | Campeonato Panamericano |
| Año                     | Lugar                    | Medalla                 | Categoría               |
| ----------------------- | ------------------------ | ----------------------- | ----------------------- |
| 2008                    | Caguas (Puerto Rico)     | Medalla de bronce       | –59 kg                  |
| 2018                    | Spokane (Estados Unidos) | Medalla de bronce       | –53 kg                  |